# Gare de JR-Shuntokumichi
La gare de JR-Shuntokumichi (JR俊徳道駅, JR-Shuntokumichi-eki) est une gare ferroviaire de la ville de Higashiōsaka, dans la préfecture d'Osaka au Japon. La gare est gérée par la compagnie JR West.

## Situation ferroviaire
La gare de JR-Shuntokumichi est située au point kilométrique (PK) 14,9 de la ligne Osaka Higashi.

## Histoire
La gare est inaugurée le 15 mars 2008 pour l'ouverture de la ligne Osaka Higashi.

## Services des voyageurs

### Accueil
La gare dispose d'un bâtiment voyageurs, avec guichet, ouvert tous les jours.

### Desserte
- Ligne Osaka Higashi :
  - voie 1 : direction Shin-Osaka
  - voie 2 : direction Kyūhōji

### Intermodalité
La gare de Shuntokumichi sur la ligne Kintetsu Osaka est adjacente à la gare.